# Flora Zabelle
Flora Zabelle, née Flora Mangassarian le 1er avril 1880 à Constantinople dans l'Empire ottoman (aujourd'hui Istanbul en Turquie), est une actrice américaine, de théâtre à Broadway  et du cinéma muet américain. Elle est la fille du docteur M. M. Mangasarian (en). D'origine arménienne, tous deux quittent Constantinople lors des massacres hamidiens de 1894-1896 et migrent aux États-Unis.

## Carrière
Après des études au Wellesley College, elle entame une carrière d'actrice dans différents spectacles à Broadway malgré des débuts difficiles,,. Elle épouse l'acteur Raymond Hitchcock (en) en 1905 et tourne avec lui dans plusieurs films dont The Red Widow que l'acteur John Barrymore qualifia de « pire film qu'il ait fait de toute [sa] vie ». À la mort de son mari, en 1929, elle arrête sa carrière d'actrice.
Elle meurt à New York, le 7 octobre 1968.

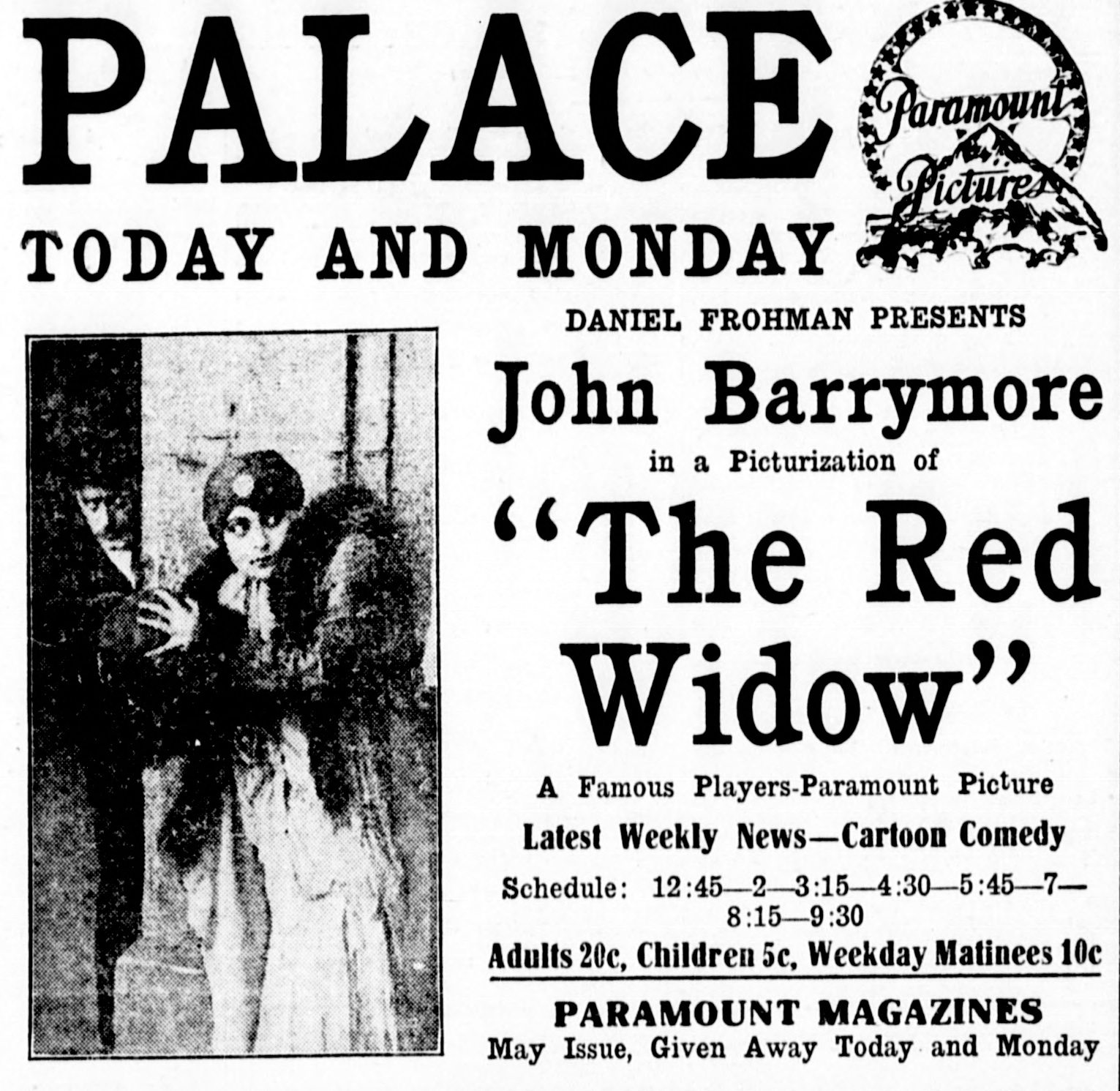
Publicité pour The Red widow avec Flora Zabelle et John Barrymore (1916)

## À noter
La photographie de Flora Zabelle sera utilisée sur des cartes postales pour la publicité des cigarettes Fatima (en).

## Filmographie
La filmographie de Flora Zabelle, comprend les films suivants  :
- 1913 : Here's Your Hat
- 1914 : The Savage Tiger
- 1915 : A Village Scandal (en)
- 1915 : The Ringtailed Rhinoceros
- 1916 : The Red Widow
- 1918 : A Perfect 36 (en)

### Source de la traduction
- (en) Cet article est partiellement ou en totalité issu de l’article de Wikipédia en anglais intitulé « Flora Zabelle » (voir la liste des auteurs).